# 托内鲁瓦地区穆兰
托内鲁瓦地区穆兰（法語：Moulins-en-Tonnerrois）是法国勃艮第大区约讷省的一个市镇，属于阿瓦隆区努瓦埃尔县。该市镇2009年时的人口为103人。

## 人口
托内鲁瓦地区穆兰人口变化图示
| 数据来源：INSEE |